# Franzosengraben (Magdeburg)

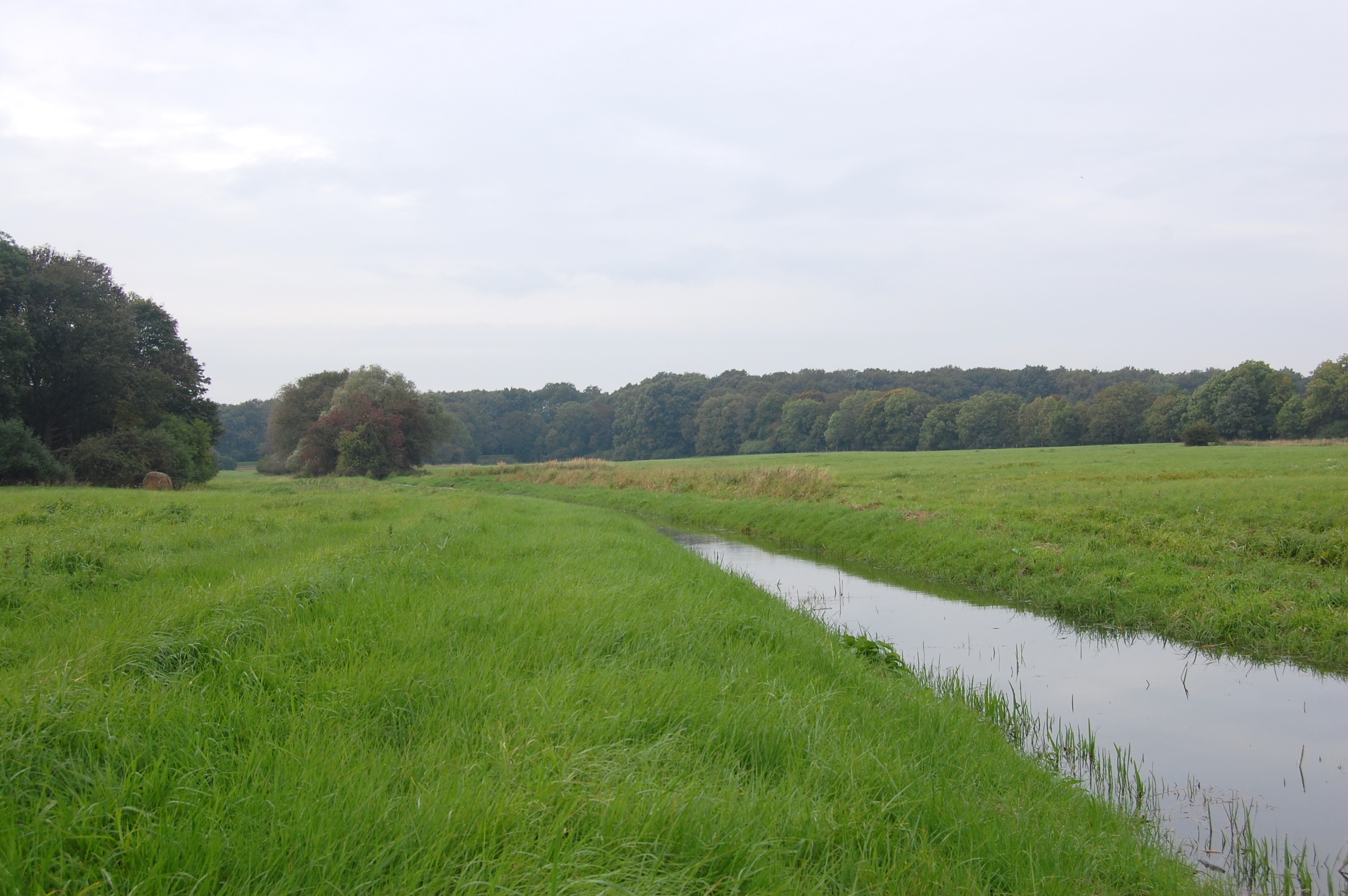
Franzosengraben im Gebiet der Kreuzhorst

Der Franzosengraben ist ein Entwässerungsgraben auf dem Gebiet der Stadt Magdeburg.

## Lage
Der Graben verläuft östlich der Elbe und beginnt auf dem Gebiet des Stadtteils Randau-Calenberge etwas östlich des Tümpels Schwarzer Krüger und verläuft zunächst in östlicher Richtung parallel zum Weg nach Randau. Er führt dann weiter nach Norden durch ausgedehnte landwirtschaftlich genutzte Flächen. Er fließt westlich am Kiebitzberg vorbei, quert den Elberadweg und erreicht dann die Kreuzhorst. Er durchquert weiter hauptsächlich in nördlicher Richtung verlaufend das als Naturschutzgebiet ausgewiesene Waldstück und mündet letztlich in die Alte Elbe. Mehrfach münden kleinere Stichgräben in den Franzosengraben. Der Graben verläuft auf der gesamten Strecke auf der elbabgewandten, der östlichen Seite des Elbdeiches und entwässert diesen Bereich. Die Länge des Franzosengrabens beträgt etwa vier Kilometer.

## Geschichte
Um das Gebiet zu entwässern, wurde der Graben im Winter 1915/1916 angelegt. Die Arbeiten wurden von französischen Kriegsgefangenen ausgeführt, die im Gasthaus Louisenthal in Pechau untergebracht waren. Im Volksmund wurde der Graben daher bald Franzosengraben genannt, woraus später die amtliche Benennung wurde.